# 2021년 OFC 챔피언스리그
2021년 OFC 챔피언스리그(2021 OFC Champions League)는 OFC 챔피언스리그의 20번째 대회이다.
이번 대회는 코로나19 범유행으로 인한 태평양 전역의 국경 폐쇄로 인해 늦어도 7월 1일 이전에 개최될 예정이었다. 2021년 6월 4일 오세아니아 축구 연맹은 대회가 취소되었고, 2년 연속으로 우승팀은 없다고 발표했다. OFC는 2021년 8월 3일 개최된 집행위원회의 결정에 따라, 원래 2021 OFC 챔피언스리그 우승팀이 참가해야 할 2021년 FIFA 클럽 월드컵에, 2016년부터 2020년까지의 성적이 가장 뛰어난 오클랜드 시티가 대표로 참가하는 것으로 확정지었다.
2019 시즌 우승팀인 이엥겐 스포르는 2020 시즌이 코로나19 범유행으로 취소되며 디펜딩 챔피언 자격을 유지했지만, 결선 토너먼트 진출에 실패하였다.

## 참가 팀
오세아니아 축구 연맹에 소속된 11개국 18개 팀이 참여한다.
- 상대적으로 '발전된' 7개의 협회에는 출전권을 각각 2장씩 배분하고, 조별 리그로 직행한다. (누벨칼레도니, 뉴질랜드, 바누아투, 솔로몬 제도, 타히티, 파푸아뉴기니, 피지)
- 그리고 나머지 4개의 '발전 중인' 협회에는 출전권을 각각 1장씩 배분하고, 예선 라운드를 거쳐 상위 2개 팀이 조별 리그로 진출한다. (사모아, 아메리칸사모아, 쿡 제도, 통가)

| 국가           | 팀                   | 출전 자격                                                        |
| 조별 리그 직행 | 조별 리그 직행       | 조별 리그 직행                                                   |
| -------------- | -------------------- | ---------------------------------------------------------------- |
| 피지           | 수바 FC              | 2020 피지 프리미어 리그 우승                                     |
| 피지           | 레와 FC              | 2020 피지 프리미어 리그 준우승                                   |
| 누벨칼레도니   | AS 티가 스포르       | 2020 누벨칼레도니 쉬페르 리그 우승                               |
| 누벨칼레도니   | AS 오히종 파토       | 2020 누벨칼레도니 쉬페르 리그 준우승                             |
| 뉴질랜드       | 오클랜드 시티 FC     | 2019–20 뉴질랜드 풋볼 챔피언십 우승 및 정규 시즌 우승[뉴질랜드]  |
| 뉴질랜드       | 팀 웰링턴            | 2019–20 뉴질랜드 풋볼 챔피언십 정규 시즌 2위[뉴질랜드]           |
| 파푸아뉴기니   | 레이 시티 FC         | 2019–20 파푸아뉴기니 내셔널 사커 리그 우승 및 정규 시즌 프리미어 |
| 파푸아뉴기니   | 헤카리 유나이티드    | 2019–20 파푸아뉴기니 내셔널 사커 리그 정규 시즌 2위              |
| 솔로몬 제도    | 헨더슨 일즈 FC       | 2020–21 솔로몬 제도 S-리그 우승                                  |
| 솔로몬 제도    | 솔로몬 워리어스 FC   | 2020–21 솔로몬 제도 S-리그 준우승                                |
| 타히티         | AS 피라에            | 2019–20 타히티 리그 1 우승[타히티]                               |
| 타히티         | AS 베뉘스            | 2019–20 타히티 리그 1 준우승[타히티]                             |
| 바누아투       | ABM 갤럭시 FC        | 2020 VFF 내셔널 슈퍼 리그 우승                                   |
| 바누아투       | 말람파 리바이버스 FC | 2020 VFF 내셔널 슈퍼 리그 준우승                                 |
| 예선 라운드    |                      |                                                                  |
| 아메리칸사모아 | 파고 유스 FC         | 2019 FFAS 시니어 리그 우승[아메리칸사모아]                       |
| 쿡 제도        | 투파파 마라에렝가 FC | 2020 쿡 제도 라운드 컵 우승                                      |
| 사모아         | 루프 올레 소아가     | 2020 사모아 내셔널 리그 퍼스트 라운드 우승                       |
| 통가           | 베이통고 FC          | 2019 통가 메이저 리그 우승[통가]                                 |

주
1. ^ 아메리칸사모아: 아메리칸사모아 축구 협회는 코로나19 범유행으로 인해 2020년 FFAS 시니어 리그를 취소시켰다.[5]
2. ^ 뉴질랜드: 2020년 3월 18일, 뉴질랜드 축구 협회는 2019-20 시즌 뉴질랜드 풋볼 챔피언십이 종료되었으며, 뉴질랜드의 코로나19 범유행으로 인해 정규 시즌과 파이널 시리즈가 모두 취소되었다고 발표했다. 정규시즌 선두를 달리던 오클랜드 시티 FC가 챔피언이자 정규시즌 프리미어로 선언되며 정규시즌 2위 팀 웰링턴과 함께 2021년 OFC 챔피언스리그 진출권을 따냈다.[6]
3. ^ 타히티: 2020년 5월 16일, 타히티 축구 협회는 프랑스령 폴리네시아의 코로나19 범유행으로 인해 타히티 리그 1의 2019-20 시즌이 종료되었다고 발표했다. 원래 우승팀이 진출하거나, 우승팀이 없으면 상위 3개 팀이 2021년 OFC 챔피언스리그에 진출할 수 있는 플레이오프를 치르기로 결정했었다.
[7] 그러나 2020년 5월 27일 협회의 결정에 따라, 우승팀 AS 피라에가 준우승팀 AS 베뉘스와 함께 2021년 OFC 챔피언스리그에 진출하게 되었다.[8]
4. ^ 통가: 통가 축구 협회는 코로나19 범유행으로 인해 2020년 통가 메이저 리그를 취소시켰다.[9]

## 일정
이 대회는 원래 2021년 1월에서 5월 사이에 열릴 예정이었으며, 사모아에서 예선 라운드는 1월에, 조별 리그는 2월에 개최될 예정이었다. 하지만 2020년 11월 5일 오세아니아 축구 연맹은 코로나19 범유행으로 인해 2021년 7월 1일보다 일찍 시작할 수 없다고 발표했고, 2021년 3월 4일에는 2021년 10월 31일까지 피지에서 집중 개최 방식으로 결선 토너먼트가 단판으로 진행될 것이라고 발표했다. 그러나 이 대회는 태평양 전역의 국경 폐쇄로 인해 최종적으로 취소되었다.
팬데믹 이전의 이 대회의 일정은 다음과 같다.
| 단계                         | 경기 일정                                                                |
| ---------------------------- | ------------------------------------------------------------------------ |
| 예선 라운드 (주최국: 사모아) | 2021년 1월 11일 ~ 16일                                                   |
| 조별 리그                    | - A조, B조: 2021년 2월 13일 ~ 21일 - C조, D조: 2021년 2월 27일 ~ 3월 7일 |
| 8강전                        | 2021년 4월 3일 ~ 4일                                                     |
| 준결승전                     | 2021년 4월 24일 ~ 25일                                                   |
| 결승전                       | 2021년 5월 15일                                                          |